# Héctor Méndez
Héctor Eugene Méndez (Buenos Aires, 1 augustus 1897 – 13 december 1977) was een Argentijns bokser, actief in de klasse der weltergewichten.
Hij nam deel aan de Olympische Spelen van 1924 in Parijs. In de finale verloor hij van de Belg Jean Delarge, zodat hij de zilveren medaille mee naar zijn thuisland mocht nemen. Hij was de vlaggendrager van zijn vaderland bij de openingsceremonie van de Olympische Spelen van 1928 in Amsterdam.